# Оути Ёсихиро
Оути Ёсихиро (яп. 大内義弘, 1356 — 17 января 1400) — крупный японский военачальник и государственный деятель периода Муромати, 10-й глава рода Оути (1380—1400).

## Биография
Второй сын Оути Хироё (1325—1380), 9-го главы рода Оути (1352—1380) в западной части острова Хонсю.
В 1363 году сёгун Асикага Ёсимицу назначил Оути Хироё сюго (военным наместником) провинций Суо и Нагато. В молодости Ёсихиро помогал отцу подчинять власти северного двора остров Кюсю, где они служили под командованием тандая Имагава Рёсун (1326—1420), которому было поручено покорение девяти провинций Кюсю.
В декабре 1380 года после смерти своего отца Оути Хироё начал междоусобную борьбу за власть со своим старшим братом. В 1381 году он разгромил армию брата-соперника в сражении при Сакарияма и стал новым главой рода Оути.
В 1391 году Оути Ёсихиро во главе своей армии прибыл в окрестности Киото, чтобы оказать помощь сёгуну Асикага Ёсимицу нанести последнее поражение армии южного двора. За свои заслуги Ёсихиро был награждён ещё двумя провинциями (Аки и Бидзэн). В следующем 1392 году Ёсихиро оказал сёгуну Асикага Ёсимицу большую услугу, когда убедил императора южного двора согласиться на условия Асикага — чередование на императорском престоле правителей из старшей и младшей линий — и таким образом закончил войну Северной и Южной династий, продолжавшейся почти 60 лет.
Оути Ёсихиро приобрел большое влияние среди феодалов Западной Японии, а также среди пиратов Внутреннего моря, с которыми он делил добычу как от их рейдов в Китай и Корею, так и от торговли с этими странами, расцветавшей во времена Асикага Ёсимицу.
Впоследствии отношения между Оути Ёсихиро и Асикага Ёсимицу охладели. Сёгун потребовал, что Ёсихиро построил для него усадьбу в Китаяма, но получил отказ. В 1399 году Оути Ёсихиро поднял восстание против власти сёгуна Асикага Ёсимицу и во главе своей армии двинулся на столицу. Его тыл прикрывал союзник Отомо, сюго трёх провинций на острове Кюсю. Во время своего марша на столицу Оути Ёсихиро обнаружил, что феодалы провинций Суо, Нагато, Аки и Бидзэна готовы поддержать его восстание. Ёсихиро заручился поддержкой канто канрэя Асикага Мицуканэ и рассчитывал пополнить свою армию за счёт недовольных воинов столичных провинций. Не зная, однако, каковы силы сёгуната, Ёсихиро решил не штурмовать Киото, а укрылся в приморском городе Сакаи. Поздней осенью Ёсихиро окружил город сторожевыми башнями и приказал выкопать колодцы для воды. Со стороны моря он рассчитывал на пиратов, которые должны были помочь в подвозе провианта и поддержании связи с союзниками Ёсихиро на острове Сикоку и провинции Кии.
Сёгун Асикага Ёсимицу пытался решить проблему миром, послав на переговоры буддийского монаха Дзэккай. Но Оути Ёсихиро стоял на своих позициях и отказался примириться. Мирные переговоры были сорваны. Тогда Асикага Ёсимицу собрал силы своих самых могущественных союзников — родов Хатакэяма, Хосокава и Сиба — и осадил город Сакаи. Ёсихиро надеялся, что с помощью пиратов он сможет прорвать блокаду, но сёгун перекупил пиратов. Войска Ёсихиро, собранные в провинциях Ивами и Идзуми, показали себя ненадежными и непрофессиональными. Канто канрэй Асикага Мицуканэ предал Ёсихиро и не прислал к нему военную помощь, как было ранее договорено. Окруженный с суши и моря, Оути Ёсихиро оказался в ловушке. Однако Ёсихиро построил надежные укрепления, бои не давали преимущества ни одой стороне в течение нескольких недель.
В январе 1400 года армия сёгуна, воспользовавшись сильным северным ветром, смогла поджечь осажденный город. Большинство купеческих кварталов и складов с товарами было уничтожено огнём. Вскоре и укрепления Оути Ёсихиро в центре Сакаи было охвачены огнём, и после этого войска сёгуната двинулись на штурм. Оути Ёсихиро вынужден был совершить харакири.